# Icesis Couture
Icesis Couture es el nombre artístico de Steven Granados-Portelance (nacido el 3 de febrero de 1987), un artista drag queen canadiense, conocido por ganar la segunda temporada de Canada's Drag Race.

## Carrera profesional
Icesis Couture participó en la segunda temporada de la serie documental Canada's a Drag en 2019, y ganó el concurso Miss Capital Pride de Ottawa en 2020.
Compitió en la temporada 2 de Canada's Drag Race, la franquicia canadiense de RuPaul's Drag Race, ganando dos desafíos en el transcurso de la temporada y finalmente ganando la competencia.  El mismo día de emitirse el episodio final, cuando se conoció a la ganadora, Icesis Couture lanzó «La Pusetta», un sencillo pop bilingüe en inglés y español y un video musical creado en colaboración con el DJ y productor Velvet Code.
En 2021, Icesis Couture modeló en el Amsterdam Rainbow Dress, llevando "un voluminoso vestido multicolor que encarna una poderosa declaración sobre la persecución global de las personas LGBTQ", en la Galería Nacional de Canadá de Ottawa.

## Vida personal
Granados-Portelance es de ascendencia salvadoreña y franco-canadiense y vive en Ottawa, Ontario. Su hermano menor, Randy, también es drag queen y actúa bajo el nombre de Savannah Couture. 
También es un amigo cercano de Kiki Coe, un artista de drag que fue al mismo tiempo un competidor en la primera temporada de la serie de competencia de drag Call Me Mother.

## Filmografía

### Televisión
- Canada's a Drag (temporada 2)
- Canada's Drag Race (temporada 2, 2021)
- Canada's Drag Race: Canada vs. the World (2022)

| Predecesora: Priyanka | Ganadora de Canada's Drag Race 2021 | Sucesora: Gisèle Lullaby |

## Discografía

### Sencillos
- La Pusetta